# Фішгук (Аляска)
Фішгук (англ. Fishhook) — переписна місцевість (CDP) в США, в окрузі Матануска-Сусітна штату Аляска. Населення — 5048 осіб (2020).

## Географія
Фішгук розташований за координатами 61°42′44″ пн. ш. 149°17′9″ зх. д. / 61.71222° пн. ш. 149.28583° зх. д. (61.712120, -149.285868).  За даними Бюро перепису населення США в 2010 році переписна місцевість мала площу 188,74 км², з яких 186,48 км² — суходіл та 2,26 км² — водойми.

## Демографія
Згідно з переписом 2010 року, у переписній місцевості мешкало 4679 осіб у 1591 домогосподарстві у складі 1228 родин. Густота населення становила 25 осіб/км².  Було 1734 помешкання (9/км²).
Расовий склад населення:
| - 87,5 % — білих - 3,6 % — корінних американців - 1,2 % — азіатів - 0,6 % — чорних або афроамериканців - 0,2 % — вихідців з тихоокеанських островів |

До двох чи більше рас належало 6,2 %. Частка іспаномовних становила 2,8 % від усіх жителів.
За віковим діапазоном населення розподілялося таким чином: 30,7 % — особи молодші 18 років, 63,3 % — особи у віці 18—64 років, 6,0 % — особи у віці 65 років та старші. Медіана віку мешканця становила 34,3 року. На 100 осіб жіночої статі у переписній місцевості припадало 104,7 чоловіків;  на 100 жінок у віці від 18 років та старших — 108,0 чоловіків також старших 18 років.
Середній дохід на одне домашнє господарство  становив 98 774 долари США (медіана — 86 917), а середній дохід на одну сім'ю — 109 684 долари (медіана — 103 934). Медіана доходів становила 73 661 долар для чоловіків та 47 050 доларів для жінок. За межею бідності перебувало 4,8 % осіб, у тому числі 1,6 % дітей у віці до 18 років та 6,3 % осіб у віці 65 років та старших.
Цивільне працевлаштоване населення становило 2464 особи. Основні галузі зайнятості: освіта, охорона здоров'я та соціальна допомога — 23,0 %, публічна адміністрація — 14,8 %, будівництво — 13,9 %.